# Transidentité dans la Grèce antique

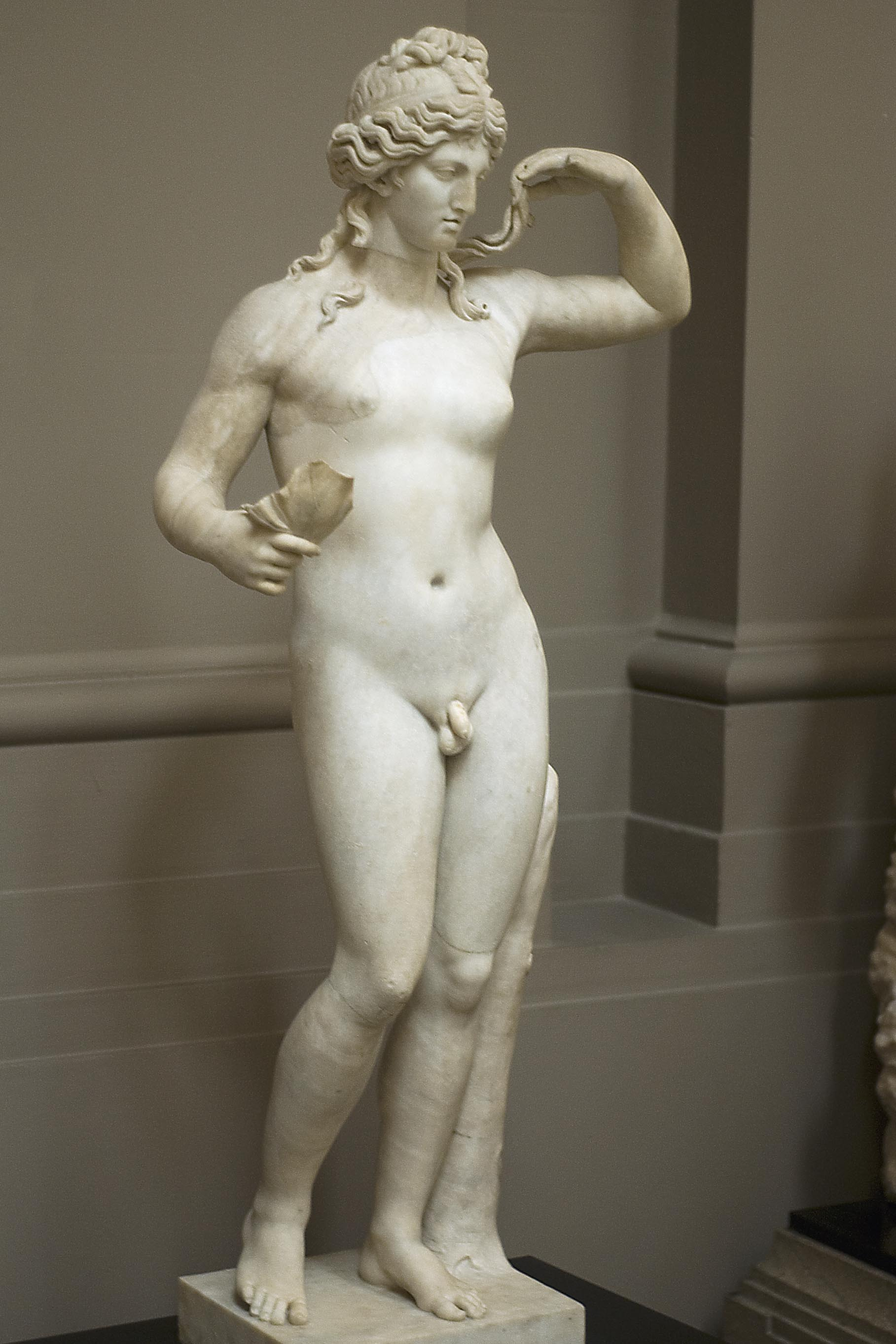
Statue d'Hermaphrodite, personnage mythologique aux attributs à la fois féminins et masculins. Marbre moderne réalisé d'après une fresque d'Herculanum.

Des thématiques transgenres sont présentes dans la société et la religion du monde grec antique sous différentes formes : intersexuation, travestissement, androgynie voire transidentité (dans le domaine mythologique). 
Contrairement à d'autres civilisations anciennes comme l'Inde, le monde grec ne connaît pas réellement de « troisième sexe » et les enfants intersexués y sont généralement abandonnés à la naissance. Les Grecs ne pratiquent guère la castration (qui est regardée comme un châtiment grave) mais ils apprécient toutefois les esclaves eunuques, qui sont considérés comme des produits de luxe et qui sont importés. À l'occasion de certains cultes ou des représentations théâtrales, les Grecs pratiquent le travestissement rituel, qui tient notamment une place importante dans les cérémonies liées à Dionysos.
C'est au sein des récits mythologiques classiques que l'on retrouve la plus grande variété de phénomènes que des chercheurs en études queer assimilent aujourd'hui à la transidentité. Plusieurs héros sont ainsi connus pour avoir changé de sexe au cours de leur existence, certains à l'occasion d'un mauvais sort (Tirésias), d'autres en guise de dédommagement ou de récompense (Cénée). Certains personnages ont des attributs des deux sexes (comme Hermaphrodite) mais d'autres sont simplement androgynes ou ont des coutumes qui tendent à les rapprocher de l'autre genre (Amazones). Enfin, certaines divinités et héros pratiquent le travestissement (Héraclès ou Achille).

## Sculptures hellénistiques
Assez rares auparavant, les représentations d'Hermaphrodite se répandent à l'époque hellénistique, dans la sculpture. La statue d'Hermaphrodite, à l'échelle humaine, du musée d'Istanbul et originaire de Pergame daterait du IIIe siècle avant notre ère (AEC), si on la compare à la Gigantomachie du Grand Autel de Pergame. La figure est debout, à demi drapée, et reprend un type de pose inventé au IVe siècle AEC, à la fin de l'époque classique, et qui était fréquent pour Aphrodite. La pose endormie, sur la sculpture romaine du Louvre, s'inspirerait d'un original du IIe siècle AEC, à la fin de l'époque hellénistique où cet être se fait alors désirable, sans ambiguïté, avec de beaux seins et un membre bien viril. Au IIe siècle AEC, cette figure est liée à l'apparition (au sens fort, de « première apparition ») de Dionysos, comme l'Ariane endormie qui lui est en symétrie sur le fronton hellénistique de cette époque, à Civitalba.

## Société

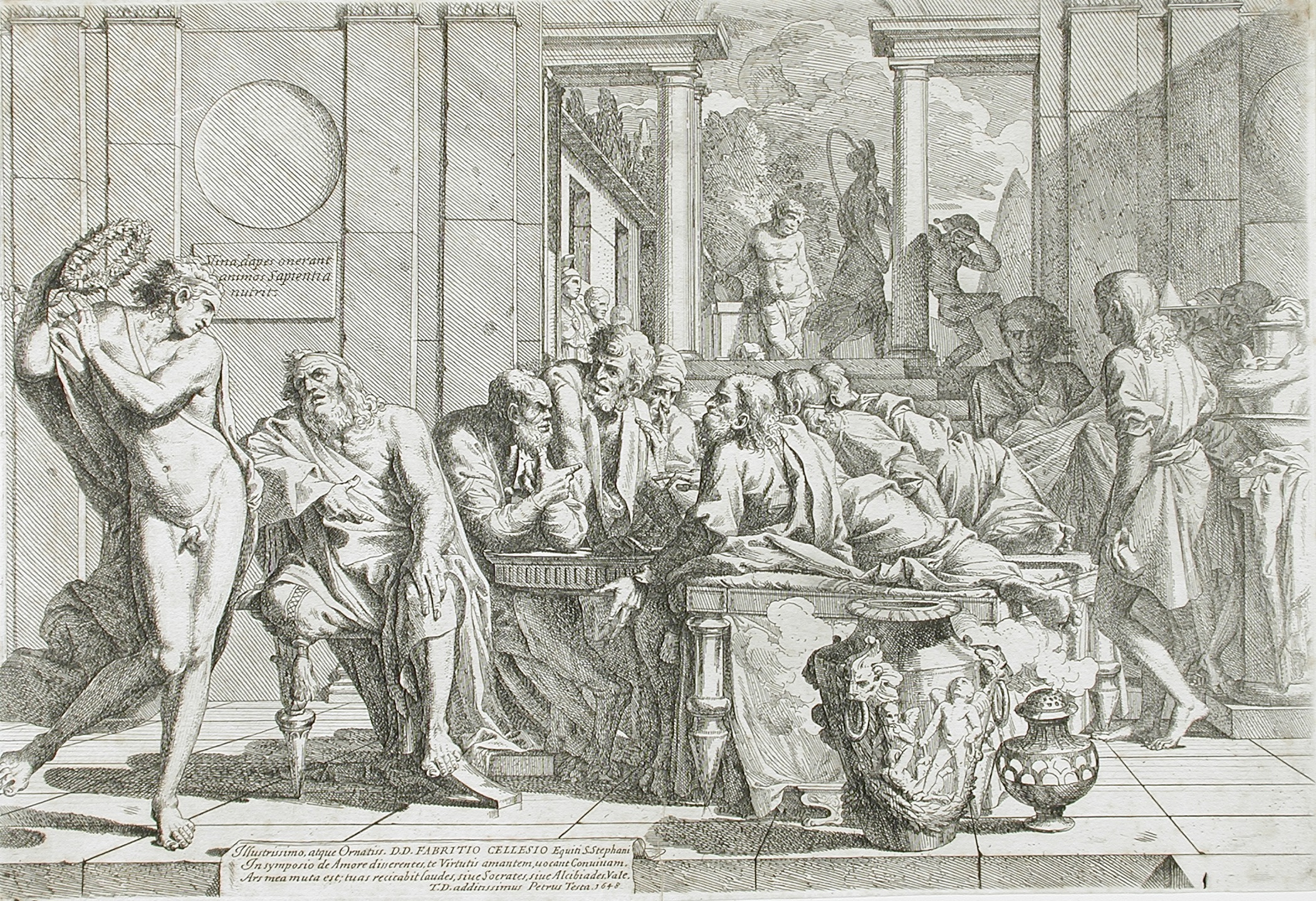
Le Banquet de Platon est à l'origine du mythe des androgynes.

### Hermaphrodites et eunuques
Considérant les malformations comme des maléfices, les anciens Grecs ont l'habitude de tuer, ou plutôt d'abandonner, à leur naissance les enfants intersexués,. Contrairement aux Indiens de l'Antiquité, qui admettent l'existence d'un « troisième sexe » avec les Hijras, les Grecs ne connaissent pas de phénomène comparable dans leur société[réf. nécessaire]. Cependant, le mythe des androgynes raconté par Aristophane dans Le Banquet suggère que l'idée d'une humanité divisée en trois genres (masculin, féminin et mixte) circule également dans le monde grec.
Les Grecs méprisent la castration, qu'ils utilisent essentiellement pour châtier les hommes coupables de viol ou d'adultère, mais aussi parfois en temps de guerre. Dans ses Histoires, Hérodote évoque ainsi le cas du tyran Périandre de Corinthe qui aurait fait castrer pas moins de 800 jeunes aristocrates de Corcyre pour les humilier. Les Grecs acceptent toutefois l'importation de jeunes esclaves eunuques (appelés ektomias) venus de l'étranger et considérés comme des produits de luxe destinés aux fantaisies des plus riches. Hérodote explique ainsi que la ville de Sardes, en Lydie (Turquie actuelle), joue le rôle de plaque tournante du commerce de ces esclaves destinés au marché des cités grecques.

### Travestissement

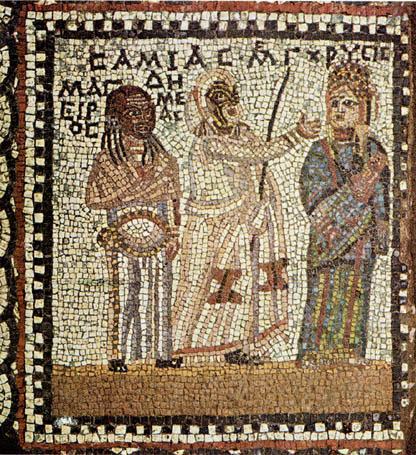
Mosaïque grecque représentant des acteurs, parmi lesquels l'un est habillé en femme.

La scène étant interdite aux femmes, les acteurs de l'Antiquité grecque pratiquent le travestissement au théâtre,. 
Le travestissement est aussi d'usage à l'occasion du festival des Cotyttia à Athènes (durant lequel les hommes s'habillent en femme à l'occasion de danses) ou lors du festival de l’Hysteria à Argos (où hommes et femmes échangent leurs tenues). Le travestissement tient aussi une place importante au festival d’Ekdusia à Phaistos.

## Religion

### Mythologie grecque
La mythologie grecque contient de nombreuses histoires mettant en scène des déités travesties, intersexuées, voire « transgenres ». Or, pour Esther Gomez Gil et alii, « le mythe est un récit, une narration, qui contient généralement des aspects symboliques, et qui a pour caractéristique de présenter une histoire d'un intérêt exceptionnel pour la communauté, parce qu'il explique des aspects importants de la vie sociale moyennant la narration de comment ils se sont produits la première fois ».
L'un des mythes les plus connus concernant un personnage « transgenre » est celui d'Hermaphrodite. Fils d'Hermès et d'Aphrodite, celui-ci hérite, à la naissance, d'une exceptionnelle beauté. Mais un jour qu'il se baigne dans le lac de Carie, la naïade Salmacis s'éprend de lui et, comme il repousse ses avances, elle l'étreint de force et supplie les dieux d'être unie à lui pour toujours. Le vœu de la nymphe est finalement exaucé et le couple forme, à partir de ce moment, un seul être bisexué, à la fois mâle et femelle. Ainsi transformé, Hermaphrodite émet un autre souhait : que tout homme se baignant à l'avenir dans le lac de Carie se voit, lui aussi, doté d'attributs féminins. 

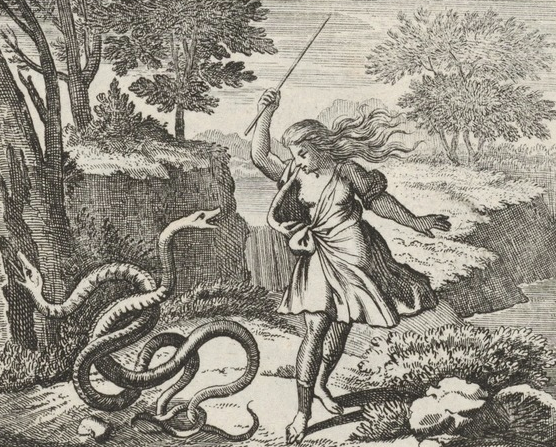
Tirésias frappant des serpents accouplés pour redevenir un homme.

Plusieurs récits mettant en scène Dionysos le présentent également comme un personnage intermédiaire entre masculinité et féminité. Porté dans la cuisse de son père, il est ensuite habillé en fille par ses parents adoptifs, qui cherchent ainsi à le protéger de la fureur d'Héra. Devenu adulte, il doit encore incarner plusieurs fois des rôles féminins. 
Un autre mythe célèbre met en scène le mortel Tirésias. Ayant séparé deux serpents alors qu'ils étaient en train de copuler, celui-ci est métamorphosé en femme en guise de châtiment. Après avoir passé sept ans dans un corps féminin, il parvient toutefois à retrouver son état originel en réitérant le même geste. Sa double expérience masculine et féminine lui permet, par la suite, de départager Zeus et Héra lors d'un débat les opposant pour savoir qui de l'homme ou de la femme éprouve le plus de plaisir lors des relations sexuelles. Bien que sa transformation en femme soit apparue comme une punition, Tirésias explique sans hésiter que ce sont les femmes qui sont les plus avantagées dans le domaine de la jouissance sexuelle. Ce mythe est à rapprocher de celui de la princesse Cénis, fille du roi lapithe Élatos. Violée par le dieu Poséidon à qui elle se refuse, elle est finalement transformée en garçon en guise de dédommagement et devient le héros invincible Cénée. 
Le mythe des Amazones met quant à lui en scène des personnages fortement androgynes. Ces femmes guerrières et cavalières expérimentées rejettent la compagnie des hommes et assument des rôles considérés comme masculins. Archers hors pair, elles n'hésitent pas à se couper le sein droit pour mieux tirer à l'arc, ce qui accentue leur aspect viril. 
Finalement, plusieurs récits présentent des personnages mythologiques pratiquant le travestissement. C'est notamment le cas des héros Hercule et Achille,.

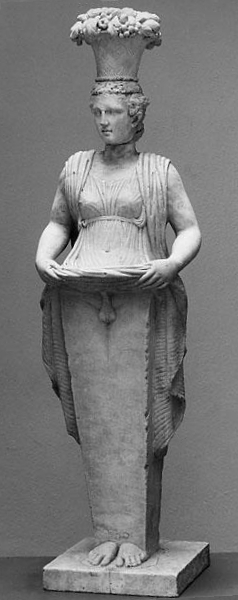
Représentation d'Aphroditos, version masculinisée d'Aphrodite.

### Cultes particuliers
Durant les cérémonies consacrées à Dionysos, le travestissement est souvent de mise. On sait, par exemple, que les femmes qui y participent (les ithiypalloi) portent de grands phallus postiches.
Dans certaines régions, un culte particulier est réservé à des divinités traditionnelles. Il existe ainsi, à Chypre, un culte voué à une Aphrodite barbue.
Avec le développement du culte de Cybèle à partir du VIe siècle av. J.-C., un nouveau type de prêtresse fait son apparition dans le monde grec. Appelées « galles » à Rome, ces prêtresses sont nées hommes mais ont fait le choix de se castrer pour vivre sous une identité féminine.